# Monotype-Setzmaschine

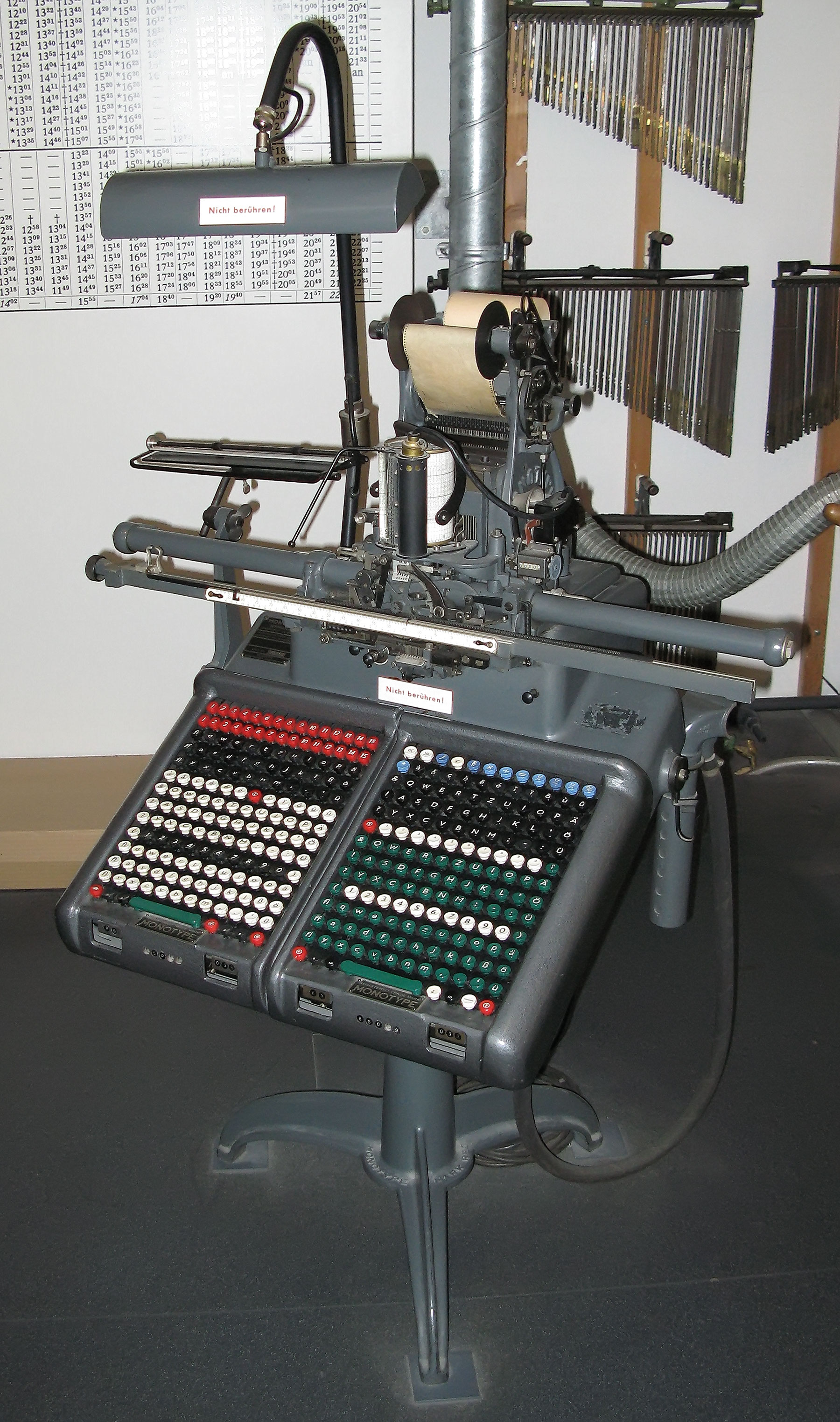
Monotype-Eingabeeinheit „Taster D“

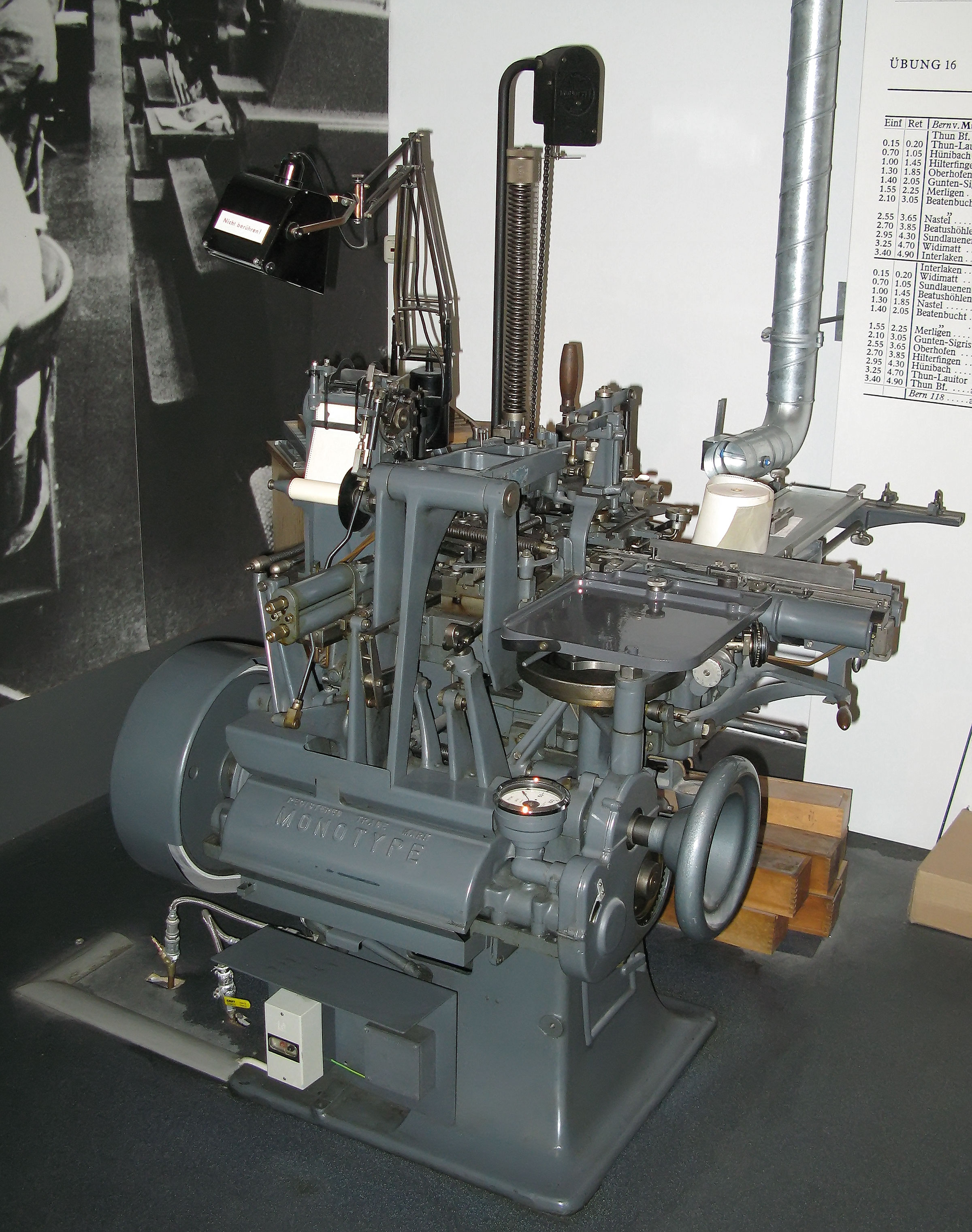
Monotype-Gießmaschine

Die Monotype ist eine Setzmaschine für das Hochdruckverfahren, die 1897 vom amerikanischen Ingenieur Tolbert Lanston erfunden wurde.
Anders als bei der Linotype-Setzmaschine sind die Arbeitsgänge Setzen und Gießen nicht in einer Maschine vereint. Der Setzer sitzt am so genannten Taster, einer mechanischen Tastatur, deren Eingaben auf einem Lochstreifen gespeichert werden. Hierbei ist spezifisch, dass der Setzer am Ende einer jeden Zeile auch den Breitenwert für den „kalkulierten“ Wortabstand eintastet, um Zeilen einheitlicher Breite zu erhalten. Diesen Wortabstandwert liest der Setzer von einer sogenannten Setztrommeltabelle ab. Ein weiteres Merkmal des Monotype-Systems ist der Matrizenrahmen mit 225 oder 255 verschiedenen Zeichen bzw. Matrizen, die innerhalb des Textes erscheinen können. Diese relativ große Anzahl unterschiedlicher Zeichen prädestinierte die Monotype speziell für komplexe Satzarbeiten.
Technisch getrennt vom Taster wird der Lochstreifen in die Gießmaschine eingegeben, die nicht – wie die Linotype-Setzmaschine – komplette Zeilen, sondern einzelne Lettern gießt, die gleichwohl zu einer Zeile gereiht und fertig auf einheitliche Zeilenbreite ausgeschlossen die Maschine verlassen, so dass die Zeilen zu Druckstöcken zusammengestellt werden können. Ein Merkmal des Monotype-Systems ist hierbei, dass der Text nicht ab seinem Beginn gegossen wird, sondern ab seinem Ende. Der Grund hierfür ist, dass die Gießmaschine für jede Zeile als erstes den Breitenwert für die Wortabstände der jeweiligen Zeilen ablesen muss. Dieser Wert befindet sich im Lochstreifen jeweils am Schluss der einzelnen Textzeile.

## Typen
Neben der beschriebenen „normalen“ Monotype-Gießmaschine gab es noch die Monotype-Supra, eine Komplettgießmaschine für Großkegel-Schriften von 14 bis 72 Punkt Schriftgröße (bei reduzierter Anzahl von Zeichen bzw. Matrizen). Durch Umbauten war die Monotype-Supra auch für den Guss von Blindmaterial, Regletten, Linien und Unterlegstegen einsetzbar.
Der erste sogenannte Typ A wurde in Europa kaum eingesetzt, erst der Typ C und ab 1910 der Typ D sorgten für die große Verbreitung.
Mit der Monotype können etwa 8000 Buchstaben (bei den letzten Maschinen sogar über 10.000) in der Stunde gegossen werden.
Die Monotype wurde abgelöst durch den Fotosatz, in manchen Betrieben erst durch das Desktoppublishing (DTP). Während der Zeit des Fotosatzes war eine Zeit lang die Monophoto zu kaufen. Das war eine Fotosatzmaschine, die wie eine Monotype aufgebaut war, aber anstatt der Gießeinrichtung eine Filmbelichtungskammer besaß. Dies hatte den Vorteil, dass die Lochstreifen der Monotype verwendet werden konnten.